# 바이에른주
바이에른 자유주(독일어: Freistaat Bayern, 영어: Bavaria)는 독일 남부에 위치한 주로 주도는 뮌헨이며 면적은 70,549.44km2, 인구 13,369,393명(2022년 12월 31일 기준)이다.. 연방의 16개 주 중 최대 면적을 차지한다. 인구는 노르트라인베스트팔렌주 다음으로 많다.
영어로는 바바리아(영어: Bavaria)라고 한다.

## 지리

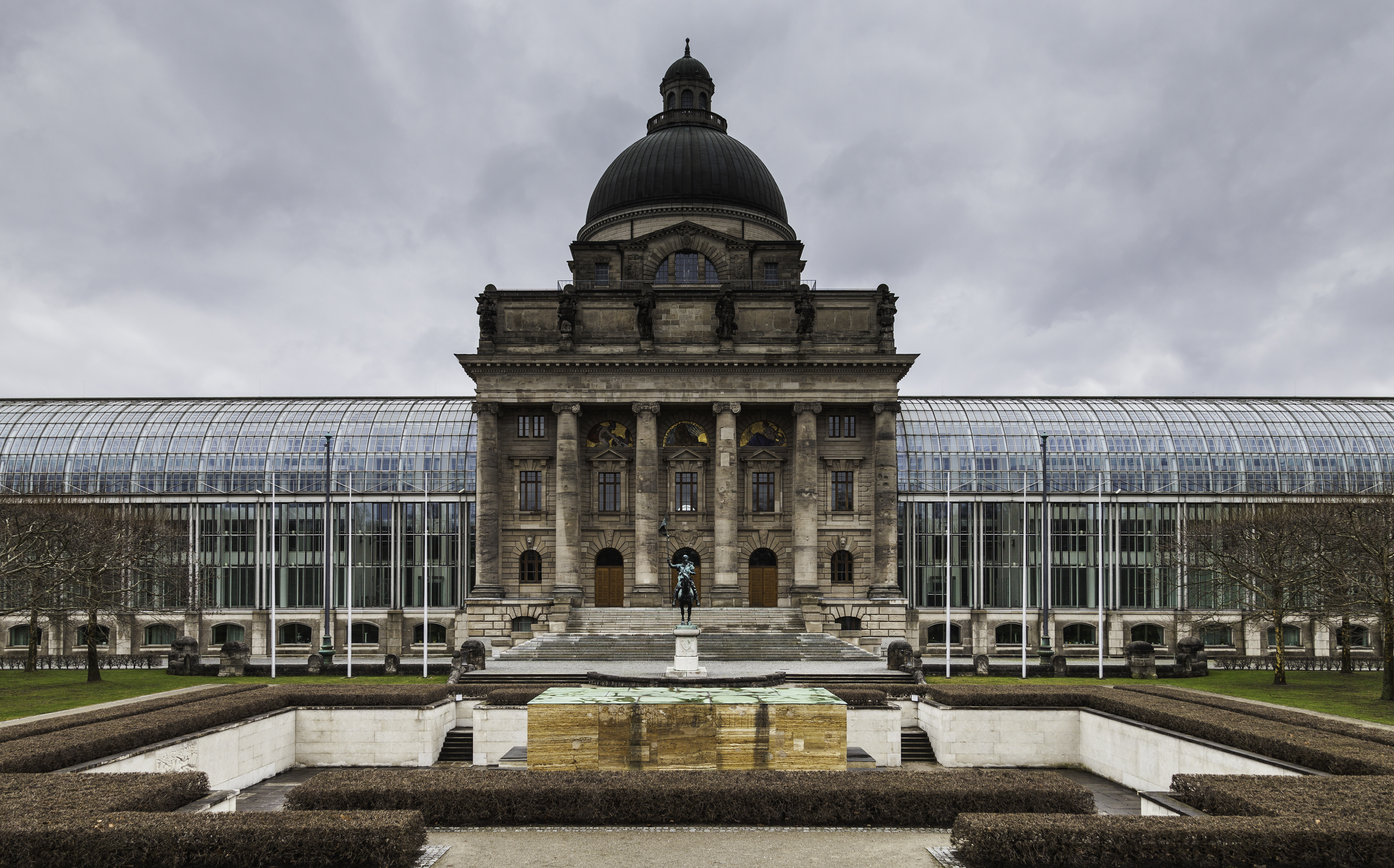
바이에른 주 청사.

독일 남부의 넓은 지역을 차지한다. 서쪽으로는 바덴뷔르템베르크주, 북서쪽으로는 헤센주, 북쪽으로는 튀링겐주, 작센주와 접하며 남쪽으로는 오스트리아와 스위스, 동쪽으로는 체코와 국경을 접한다. 북부의 프랑켄 지방, 남부 도나우강 상류와 알프스산맥 기슭의 오버바이에른·니더바이에른·슈바벤 지방, 동쪽의 오버팔츠 지방 등으로 나뉜다. 남쪽의 스위스·오스트리아 접경 지역은 알프스산맥 기슭이며, 독일에서 가장 높은 추크슈피체산 등의 산이 있으며, 북부와 동부에는 바이에른 숲(바이에리셔발트), 보헤미아 숲(뵈머발트) 등의 삼림 지대와 높지 않은 산이 이어진다. 이 사이로 남부지역은 도나우강, 북부지역은 마인강과 그 지류들이 통하며 유역의 여러 분지에 도시들이 발달해 있다.

## 역사
기원전에 게르만족 부족 바바리족(Bavarii)이 들어와서 지명의 기원이 되었고, 이후 바이에른은 오랫동안 독자적인 역사를 형성해 왔다. 788년 프랑크 왕국에 점령되었고, 1180년 비텔스바흐 왕조가 시작되었다. 1255년부터는 각 제후들이 할거하다가, 1505년에 재통일되어 선제후국이 되었다. 이후 종교개혁에 반대하고, 반종교개혁 운동의 선봉에 서서 바이에른은 가톨릭 세력이 강하게 남게 되었다. 1618년 30년 전쟁 때 막시밀리안 1세는 합스부르크 편에 서서 싸워 영토를 넓히고 1623년 그는 선제후가 되었다. 18세기에 오스트리아·스페인의 왕위계승전쟁에 휘말리는 수모를 받다가 1777년 팔츠의 카를 테오도어가 바이에른의 군주가 되면서 팔츠와 바이에른은 통합되었다. 이로 인하여 바이에른 왕위 계승 전쟁이 일어나 오스트리아와 합병되는 것을 막았다. 18세기 ~ 19세기 초 여러 전쟁에 휘말렸으나, 프랑스 편에 가담하여 영토를 확장하였고, 1806년 바이에른 왕국으로 격상하여 막시밀리안 1세가 왕위에 올랐다.
이후 바이에른은 독일 지역에서 프로이센과 오스트리아 사이에서 균형을 찾으며 독자적인 발전을 추구했다. 1866년 프로이센-오스트리아 전쟁에서 오스트리아 편에 가담했다 패배하였고, 1870년 프로이센-프랑스 전쟁에서는 프로이센에 가담하여 승리하였다. 1871년 1월에 독일제국에 가맹하였고, 독일 제국 아래에서 바이에른 왕국은 다른 구성국에 비해 큰 자치권을 보유하였다. 독일 제국이 제1차 세계대전에서 패하고 1918년 11월 7일 군주 루트비히 3세가 퇴위당하면서, 공산주의자 쿠르트 아이스너가 새 공화국을 선포하고 총리로 취임하였다. 혼란 속에 아이스너는 1919년 암살되었고, 바이에른은 그 해 8월, 바이마르 공화국의 한 주로 편입되어 공산주의 정부는 단명으로 끝나게 되었다. 이후 아돌프 히틀러가 이 곳을 연고로 활동했고, 1933년 나치스는 독일의 정권을 잡았다. 제2차 세계대전에서 독일이 패하자 바이에른은 미국의 점령하에 놓였고, 라인강 유역의 팔츠 지역은 프랑스 점령하에 놓였다. 1946년 지리적으로 분리되어 있는 라인 강 유역의 팔츠 지역은 바이에른에서 떨어져 나갔고, 현재의 바이에른 지역으로 1949년 성립된 독일 연방 공화국(서독)을 구성하는 한 주가 되어 현재에 이른다. 이후 중도 우파의 바이에른 인민당을 계승한 바이에른 기독교사회연합(기사당, CSU)이 정권을 잡으며 발전을 이룩하여 독일에서 가장 번영을 이룩한 주의 하나가 되었다.

## 정치·행정

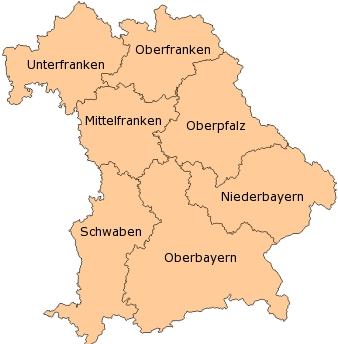
바이에른주의 현

바이에른 주는 현과 그 산하의 시·군으로 이루어진 중층제 지방행정제를 채택하고 있다. 오버프랑켄 현·미텔프랑켄 현·운터프랑켄 현·슈바벤 현·오버팔츠 현·오버바이에른 현·니더바이에른 현의 7개 현(Regierungsbezirke)으로 나뉜다. 각 현 밑에는 시(kreisfreie Stadt)와 군(Landkreis)을 두고 있으며, 주 전체에 25개의 시와 71개의 군이 있다.

### 군
- 아이히아흐프리트베르크군
- 알트외팅군
- 암베르크줄츠바흐군
- 안스바흐군
- 아샤펜부르크군
- 아우크스부르크군
- 바트키싱겐군
- 바트퇼츠볼프라츠하우젠군
- 밤베르크군
- 바이로이트군
- 베르히테스가덴군
- 캄군
- 코부르크군
- 다하우군
- 데겐도르프군
- 딜링겐군
- 딩골핑란다우군
- 도나우리스군
- 에버스베르크군
- 아이히슈테트군
- 에르딩군
- 에를랑겐회흐슈타트군
- 포르히하임군
- 프라이징군
- 프라이웅그라페나우군
- 퓌르스텐펠트브루크군
- 퓌르트군
- 가르미슈파르텐키르헨군
- 귄츠부르크군
- 하스베르게군
- 호프군
- 켈하임군
- 키츨링겐군
- 크로나흐군
- 쿨름바흐군
- 란츠베르크군
- 란츠후트군
- 리히텐펠스군
- 린다우군
- 마인슈페사르트군
- 미스바흐군
- 밀텐베르크군
- 뮐도르프군
- 뮌헨군
- 노이부르크슈로벤하우젠군
- 노이마르크트군
- 노이슈타트안데어아이슈바트빈츠하임군
- 노이슈타트안데어발트나프군
- 노이울름군
- 뉘른베르크군
- 오버알고이군
- 오스트알고이군
- 파사우군
- 파펜호펜군
- 레겐군
- 레겐스부르크군
- 뢴그라프펠트군
- 로젠하임군
- 로트군
- 로탈인군
- 슈반도르프군
- 슈바인푸르트군
- 슈타른베르크군
- 슈트라우빙보겐군
- 티르셴로이트군
- 트라운슈타인군
- 운터알고이군
- 바일헬름숀가우군
- 바이센부르크군첸하우젠군
- 분지델군
- 뷔르츠부르크군

### 군급시
- 암베르크
- 안스바흐
- 아샤펜부르크
- 아우크스부르크
- 밤베르크
- 바이로이트
- 코부르크
- 에를랑겐
- 퓌르트
- 호프
- 잉골슈타트
- 카우프보이렌
- 켐프텐
- 란츠후트
- 메밍겐
- 뮌헨
- 뉘른베르크
- 파사우
- 레겐스부르크
- 로젠하임
- 슈바바흐
- 슈바인푸르트
- 슈트라우빙
- 바이덴인데어오버팔츠
- 뷔르츠부르크

## 경제
독일 연방에서 경제 규모가 노르트라인베스트팔렌주 다음이며, 가장 견실한 경제 상태를 나타내는 주 중 하나이다. 이 주를 한 나라로 볼 경우 경제 규모는 세계 17위권에 해당하게 되며, 이웃 국가인 체코·오스트리아·스위스의 경제 규모를 훨씬 초과하게 된다. BMW(B는 바이에른의 약자임), 아우디, 지멘스, 알리안츠, 인피니온, 아디다스 등 다양한 업종의 세계적인 기업들이 이 주에 본거지를 두고 있다.

## 인구
| 연도              | 인구       | ±% p.a. |
| ----------------- | ---------- | ------- |
| 1840              | 3,802,515  | —       |
| 1871              | 4,292,484  | +0.39%  |
| 1900              | 5,414,831  | +0.80%  |
| 1910              | 6,451,380  | +1.77%  |
| 1939              | 7,084,086  | +0.32%  |
| 1950              | 9,184,466  | +2.39%  |
| 1961              | 9,515,479  | +0.32%  |
| 1970              | 10,479,386 | +1.08%  |
| 1987              | 10,902,643 | +0.23%  |
| 2011              | 12,397,614 | +0.54%  |
| 2019              | 13,124,737 | +0.71%  |
| source: 2019 data |            |         |

## 스포츠

### 축구
바이에른주의 프로 축구단에는 FC 바이에른 뮌헨, TSV 1860 뮌헨, 1. FC 뉘른베르크, FC 아우크스부르크, FC 잉골슈타트 04, SpVgg 그로이터 퓌르트 등이 있다. 이 중 바이에른 뮌헨은 분데스리가에서 25번의 우승을 차지하는 등 독일에서 가장 유명하고 성공한 구단으로 꼽히며 뉘른베르크 역시 9번의 우승을 차지한 강팀이기도 하다. 그로이터 퓌르트와 TSV 뮌헨도 각각 3번과 1번의 우승을 차지하였다. 또한 바이에른 뮌헨은 2013년, 2021년 FIFA 클럽 월드컵에서 우승을 차지하며 세계 최고의 클럽의 자리에 오르기도 했다.

## 같이 보기
- 바이에른주의 주총리